# Sulfate de déhydroépiandrostérone
Le sulfate de déhydroépiandrostérone (sulfate de DHEA, SDHEA) est une hormone stéroïde produite par les glandes surrénales. 

## Biochimie
Le sulfate de DHEA est un intermédiaire du métabolisme de la déhydroépiandrostérone (DHEA). Il est produit par les sulfotransférases 1A1 et 1E1 (EC 2.8.2.1 et EC 2.8.2.4 respectivement), ces mêmes enzymes convertissent également l'estrone en sulfate d'estrone. Le sulfate de DHEA peut être reconverti en DHEA sous l'action de la stéroïde sulfatase (STS, EC 3.1.6.2).
Le sulfate de DHEA est un androgène faible, précurseur de plusieurs hormones sexuelles (androstènedione, œstradiol). 

## Législation
Le SDHEA est, comme la DHEA, parfois utilisé comme complément alimentaire pour ses vertus supposées anti-âge. Son efficacité est sujette à caution et ses effets secondaires non négligeables. En France, il ne peut être délivré que sur ordonnance médicale.
En raison de ses effets comme stéroïde anabolisant androgène (dérivé de la DHEA), le SDHEA est considéré comme un produit dopant dont la supplémentation est interdite chez les sportifs.